# Blockschloss
 Das Blockschloss ist eine elektromechanische Schalteinrichtung, die zur Scharfschaltung einer Einbruchmeldeanlage dient. Die Konstruktion des Blockschlosses erlaubt ein Scharfschalten nur dann, wenn alle überwachten Räume ordnungsgemäß verschlossen sind; gleichzeitig wird das Betreten des gesicherten Objektes bei scharfgeschalteter Anlage verhindert. Ein Blockschloss dient demnach nicht nur zum Scharf- und Unscharfschalten, sondern durch Erreichen der Zwangsläufigkeit auch zur Vermeidung von Falschalarmen. Es wird zusätzlich zum vorhandenen Türschloss eingebaut und erhöht auch die mechanische Verschlusssicherheit.

## Scharfschalten
Über eine elektromechanische Verriegelung wird der Schließmechanismus gesperrt, wenn die Alarmanlage keine Freigabe erteilt. Kriterium für diese Freigabe ist, dass alle Zugangsmöglichkeiten zum überwachten Objekt verschlossen sind und keine Personen im Überwachungsbereich erkannt werden. Erst wenn dies der Fall ist, kann das Blockschloss betätigt werden.

## Unscharfschalten
Zusätzlich zum Türschloss muss vor dem Betreten des gesicherten Objektes das Blockschloss betätigt werden. Der Schaltmechanismus schaltet die Einbruchmeldeanlage unscharf, und der Blockschlossriegel gibt die Tür frei.

## Einsatz
Der Nachteil des Blockschlosses ist, dass die Sicherheit der Scharf-/Unscharfschaltung und damit die Sicherheit der gesamten Einbruchmeldeanlage von der Sicherheit des eingesetzten Schließzylinders abhängig ist.
Daher entspricht die Verwendung eines Blockschlosses in modernen Anlagen heute nicht mehr dem Stand der Technik. Die Verriegelung der Zugangstür erfolgt meist durch ein elektromechanisches Sperrelement, in dessen Gehäuse bei Bedarf ein Magnetkontakt für die Öffnungsüberwachung der Tür integriert sein kann. Für die Scharf- und Unscharfschaltung gibt es diverse verschiedene Identifikationsmerkmale, die in drei Gruppen klassifiziert werden. Die geistigen Identifikationsmerkmale (PIN-Codes und Kennwörter), die materiellen Identifikationsmerkmale (Schlüssel, Transponder, Chipkarten etc.) sowie die biologischen Identifikationsmerkmale (Fingerabdruck, Iris- und/oder Retinamuster). Bei erhöhtem Sicherheitsbedürfnis können für eine Unscharfschaltung der Einbruchmeldeanlage mehrere Identifikationsmerkmale gefordert werden (gängig ist beispielsweise die Kombination PIN und Transponder), dies ist bei Verwendung eines Blockschlosses nur mit erhöhtem technischem Aufwand möglich.